# Catedral de Córdoba (México)
La catedral de Córdoba es el principal templo católico de la ciudad veracruzana de Córdoba. Fue levantado en la primera mitad del siglo XVII. También es sede de la Diócesis de Córdoba y está dedicada a la Virgen de la Inmaculada Concepción, igualmente el templo fue conocido como el de "la Purísima", está ubicada frente a la Plaza de Armas en el centro histórico de la ciudad y sus campanas están hechas de hierro cobrizo en las que fueron traídas de la Ciudad de México.
Aparte la catedral es un bello ejemplo de la arquitectura histórica de la ciudad, junto con el ex-casino Español, el Palacio Municipal, los portales del Zevallos y de la Gloria y las demás iglesias como el convento de San Antonio y el ex-convento de Santa Rosa de Lima además de los templos de San José, San Sebastián y San Miguel Arcángel.

## Antecedentes

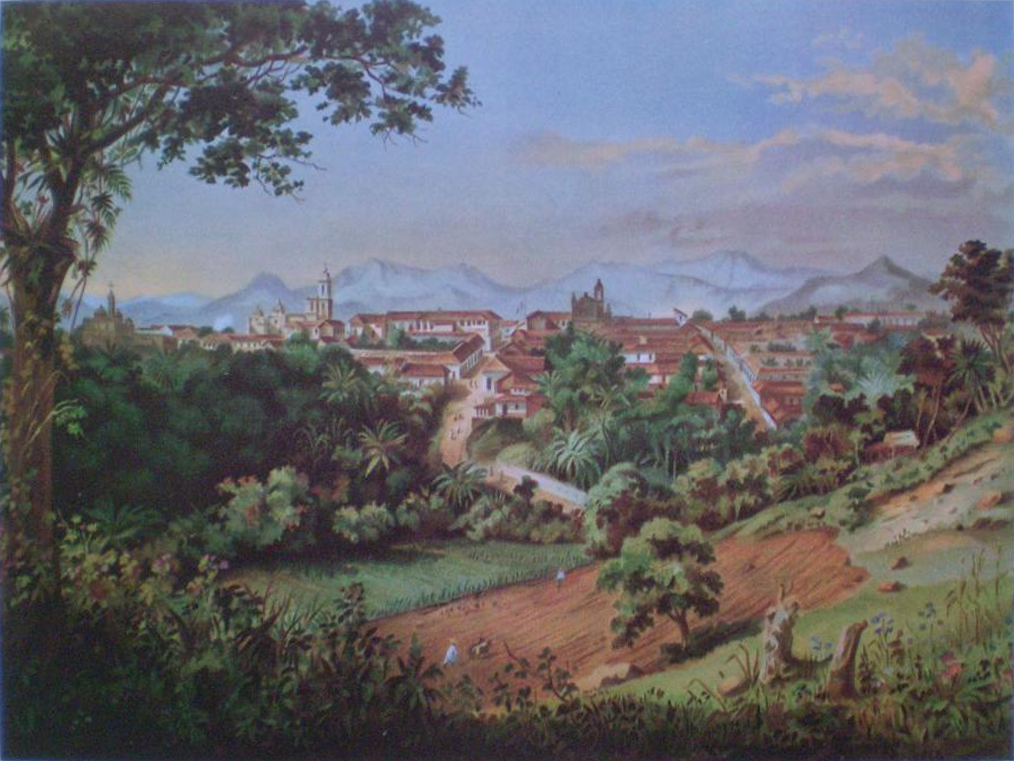
La villa de Córdoba, al fondo se puede apreciar la catedral en su construcción original.

Tres años después de la fundación de la villa de Córdoba (1618) se creó la casa parroquial de la ciudad, con los inicios de la construcción de lo que sería la catedral.
Al principio se construyó una iglesia de dos plantas y de tamaño estándar con una estructura virreinal, pero después aumentó de tamaño agregándole capillas laterales (actualmente ya no están en funcionamiento) y terminando su capilla del sagrario.
Después, se trabajó el altar mayor y se ordenó pintar los cuadros de arte virreinal, además, se concluyeron la construcción del último piso de la primera torre y los detalles interiores con laminilla de oro.
A principios del siglo XX el padre Francisco J. Krill ordenó la construcción del último piso de la segunda torre, la balaustrada y la entrada junto con el enrejado del atrio, además de la fachada neoclásica en el frontis principal.
Actualmente es una iglesia de proporciones catedralicias apta incluso para un Arzobispado. En el atrio están expuestas unas campanas que fueron las primeras en usarse en la iglesia, pero se cayeron tras un terremoto que azotó la ciudad.

## Descripción del edificio
Es un edificio con planta basilical de cruz latina, tres naves de igual tamaño y con deambulatorio, además el templo cuenta con una cúpula en forma octagonal adornada con azulejos.
Las dos torres fueron hechas en distintas etapas de la construcción de la catedral, presentan un detalle neoclásico que fue trabajado a principios del siglo XX y están coronadas por cupulillas, en las que imitaron el diseño de la cupulilla del altar mayor.
Las torres constan de dos cuerpos y tienen 43 metros y medio, la catedral es la iglesia de dos torres de campanario más alta del estado de Veracruz.

### La fachada principal

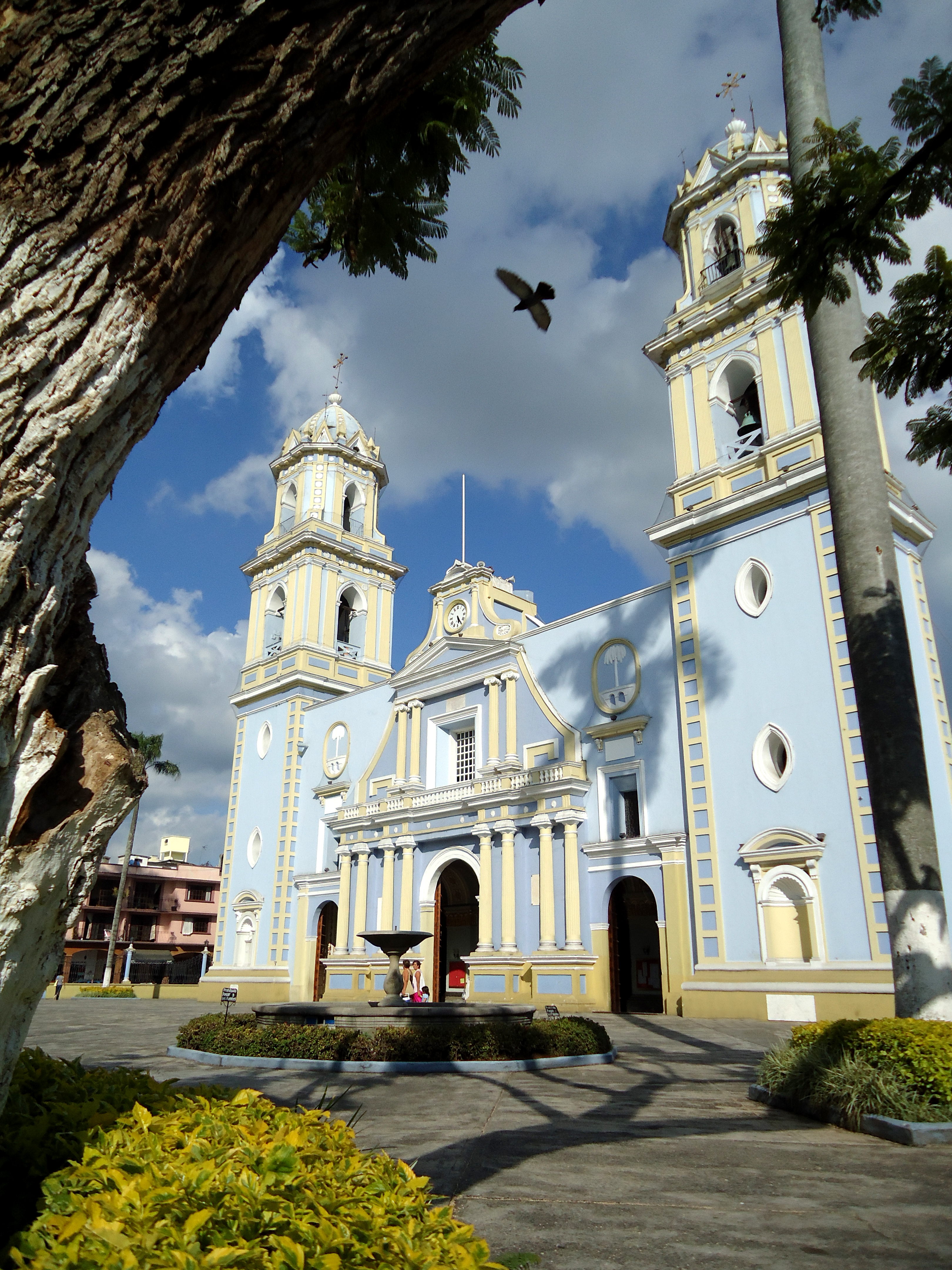
Vista en escorzo de la catedral.

La fachada exterior es sobria pero equilibrada, de estilo ecléctico y de arquitectura neoclásica así como el detalle en el frontis principal armonizada con elementos jónico, franceses y toscanos.
Tiene dos cuerpos y un gablete, el primer cuerpo consta de tres portones con arco de medio punto que fueron forjadas y trabajadas a mano (incluyendo los dos laterales) además el portón principal tiene cuatro pares de columnas, el segundo cuerpo consta de tres vitrales con vista hacia el coro, aparte el vitral principal tiene dos pares de columnas coronada por una diana neoclásica y en el gablete se encuentra un reloj parroquial que data a finales del siglo XIX.
En los costados de la fachada se encuentran dos medallones de religión cristiana, donde presentan un puente y una palmera sobre un desierto, que simbolizan el mundo terrenal con el mundo espiritual.

### El interior

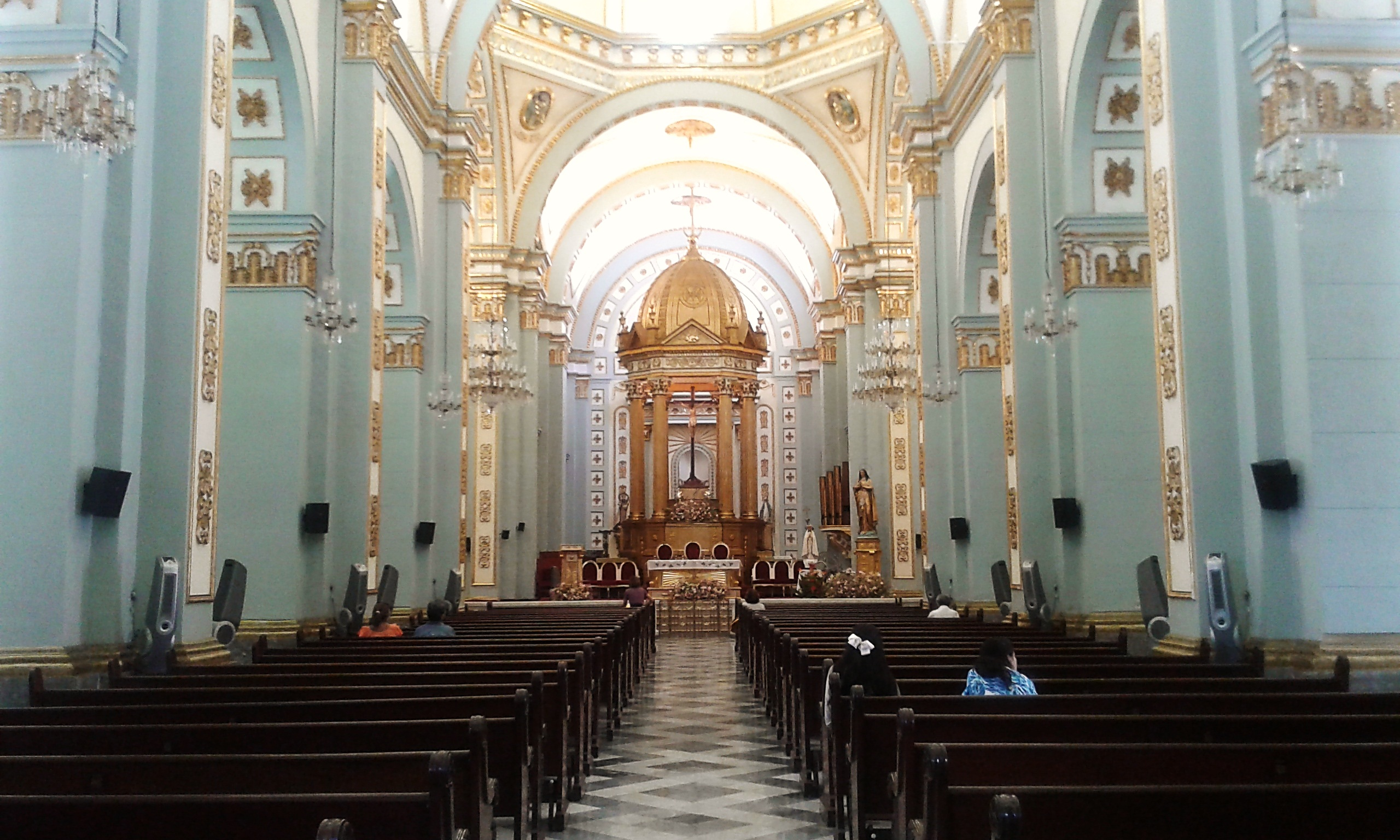
Interior de la Catedral de Córdoba con vista hacia al altar mayor.
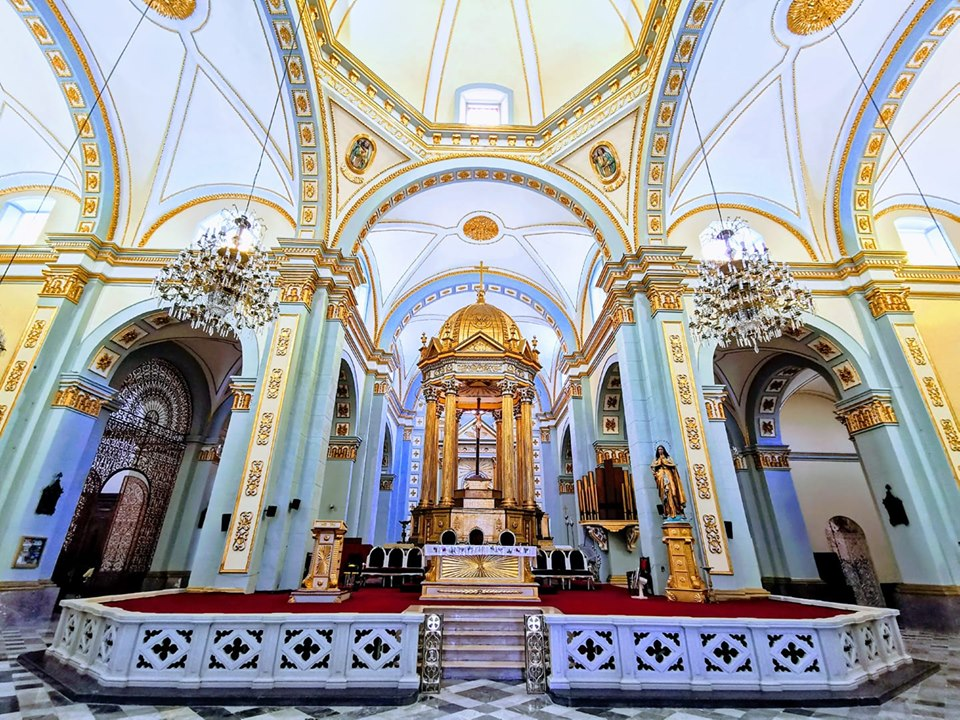
Vista completa del Altar Mayor en su ábside.
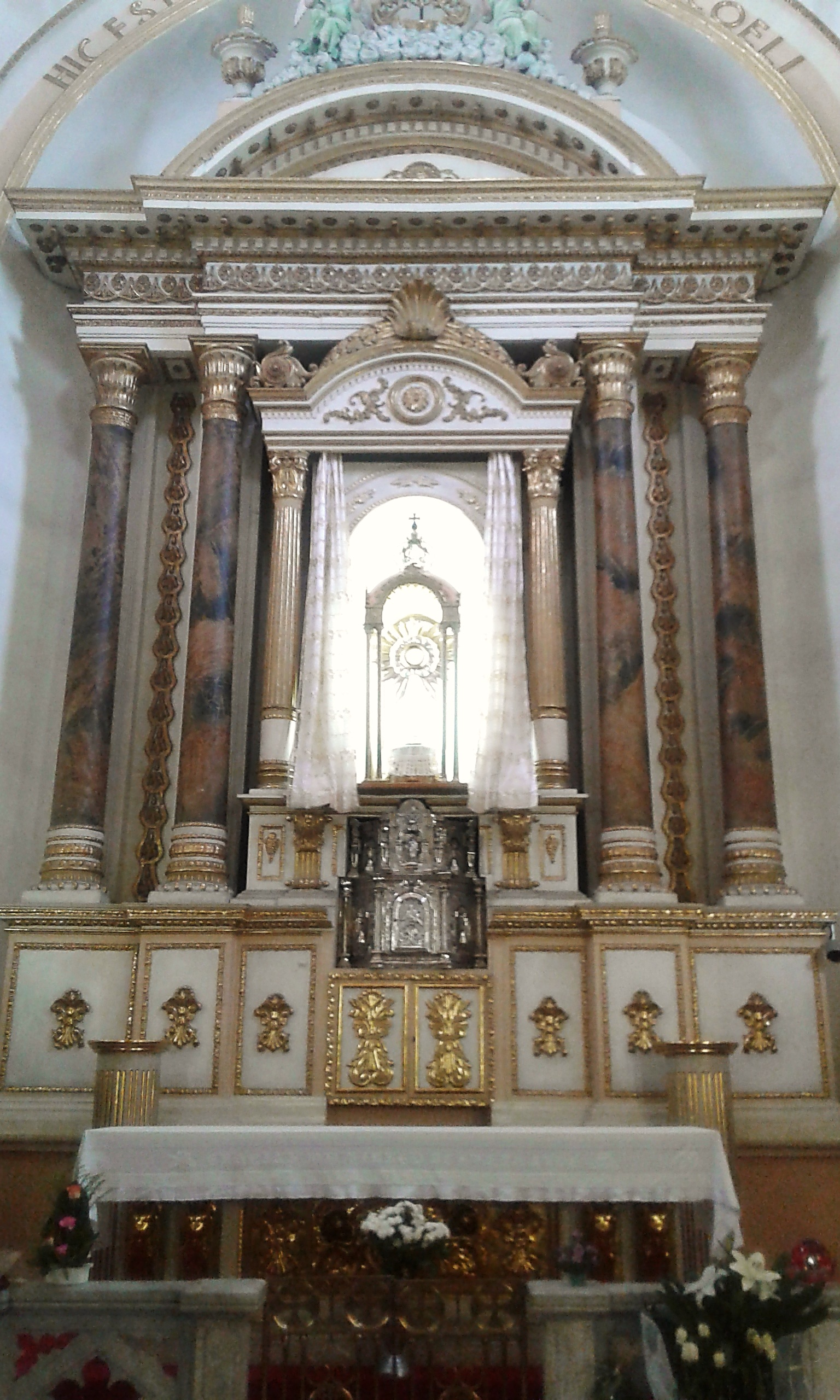
Sagrario de la Catedral de Córdoba.
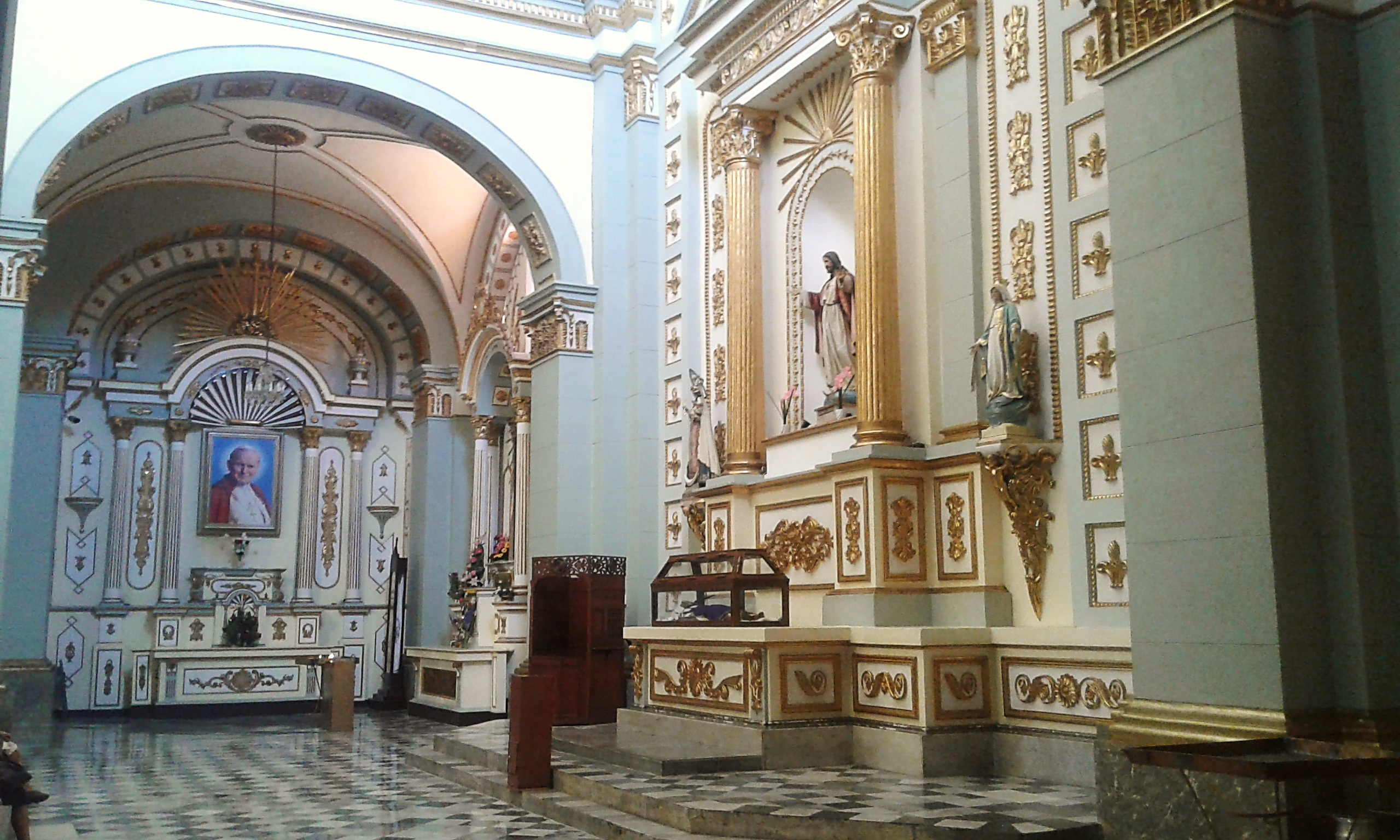
Deambulatorio de la Catedral de Córdoba.
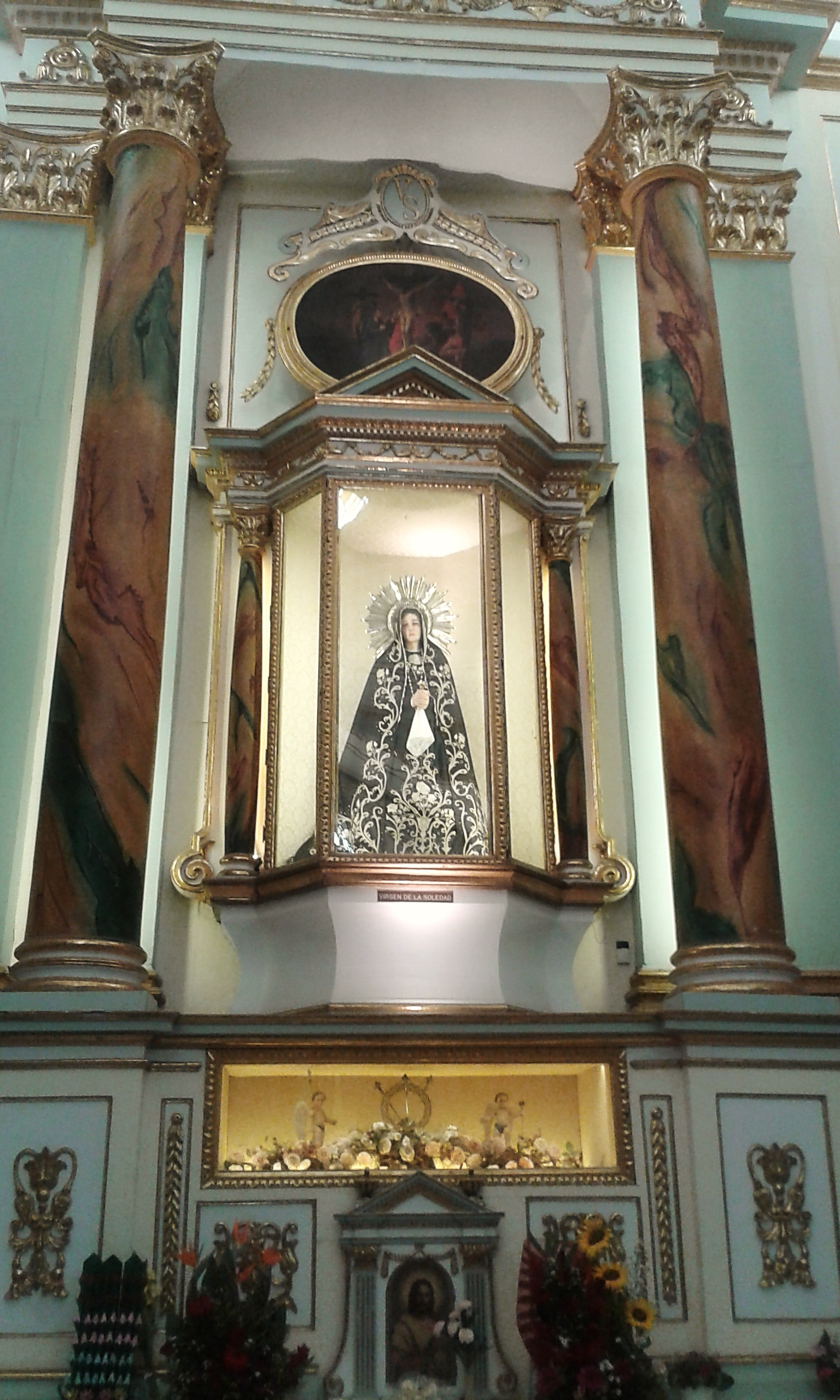
Virgen de la Soledad.

El interior es de orden dórico y se puede apreciar el estilo barroco, también se encuentran los adornos y detalles que están elaborados con laminilla de oro, pinturas del siglo XVIII del pintor Salvador Ferrando, el altar mayor que esta exquisitamente adornado con un dorado brillante recargado y está colocado en un ábside, en el cual el deambulatorio lo envuelve por su exterior.
En el interior también se encuentra la milagrosa imagen de la Virgen de la Soledad que es santa patrona de la ciudad.
El sagrario es una excelente obra de arte en la catedral y se le puede considerar uno de los más hermosos de Veracruz, está hecho de plata alemana finamente trabajada que es una orfebrería traída de Bélgica muy detallada, además de un pequeño toque de estilo rococó en la capilla y es carente de cimborio y tabernáculo.
En la parte de arriba se encuentra la siguiente inscripción: HIC EST DOMUS DEI ET PORTA COELI

## Títulos
A partir del 14 de junio de 2000 se le otorgó el título de Catedral debido a que Córdoba se elevó a la categoría de Diócesis con la permanencia de un Obispo. Actualmente desde el año 2000 el Obispo es Mons. Eduardo Porfirio Patiño Leal

## Detalles importantes
- Los azulejos que adornan la cúpula exterior fueron traídas de Puebla.
- Su sagrario y su altar mayor son considerados una obra de arte de la ciudad.
- El edificio anexo al templo de lado izquierdo fue utilizado con fines civiles, pero fue devuelto a la iglesia usándolo como las oficinas de la Curia Pastoral.
- Mediante una bula emitida por el Papa Juan Pablo II decretó la creación de la Diócesis de Córdoba, junto con Orizaba el 15 de abril de 2000 con territorio de la Arquidiócesis de Xalapa.
- El enrejado de la catedral es estilo Árabe.
- Antiguamente el atrio tenía una exuberante vegetación, pero lo mandaron quitar años más tarde.
- Los primeros candelabros estaban hechos con cristal de bacarat.
- Fue el tercer templo que se construyó en la ciudad, hecho con piedra y cal.
- Esta iglesia junto con la catedral de Orizaba y la catedral del puerto de Veracruz  son buenos prototipos de basílica menor, debido a que los tres templos son de los más grandes del estado, superadas por la catedral metropolitana de Xalapa